# アンドレア・コンタリーニ

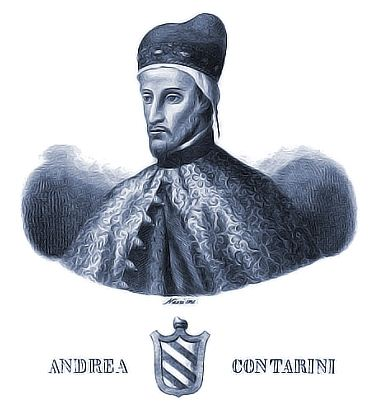
アンドレア・コンタリーニ

アンドレア・コンタリーニ（Andrea Contarini、1300年/1302年? - 1382年）は、ヴェネツィア共和国の第60代元首。（在任:1368年 - 1382年）
1370年、息子のアンドロニコス4世と対立して東ローマ帝国の皇位を追われていたヨハネス5世パレオロゴスを拘束し、1371年冬、彼の次男であるマヌエル2世パレオロゴスから多額の身代金を受け取ることで、ヨハネス5世を釈放した。
第4次ヴェネツィア・ジェノヴァ戦争が始まると、自らの財産を軍資金として供出している。そして、60歳を越える高齢であるにもかかわらず、ヴェネツィア海軍総司令官として陣頭指揮を執った。このため、ヴェネツィア軍は第4次ジェノヴァ戦争に大勝利した。
1382年、死去した。